# Еластична деформация
Еластичната деформация е физически термин - деформацията, при която след прекратяване на действието на външните сили тялото възстановява размера и формата си. Ако след прекратяване на това действие в тялото останат някакви изменения, деформацията се нарича остатъчна или още пластична.
Всеки материал притежава модул на еластичност, който характеризира реакцията му при прилагане на механично напрежение. Еластичността на материалите зависи от температурата - с увеличаване на температурата модулът на еластичност намалява, а се увеличава пластичността. При достатъчно малко механично натоварване еластичните деформации се подчиняват на закона на Хук.